# Liste des tunnels des îles Féroé

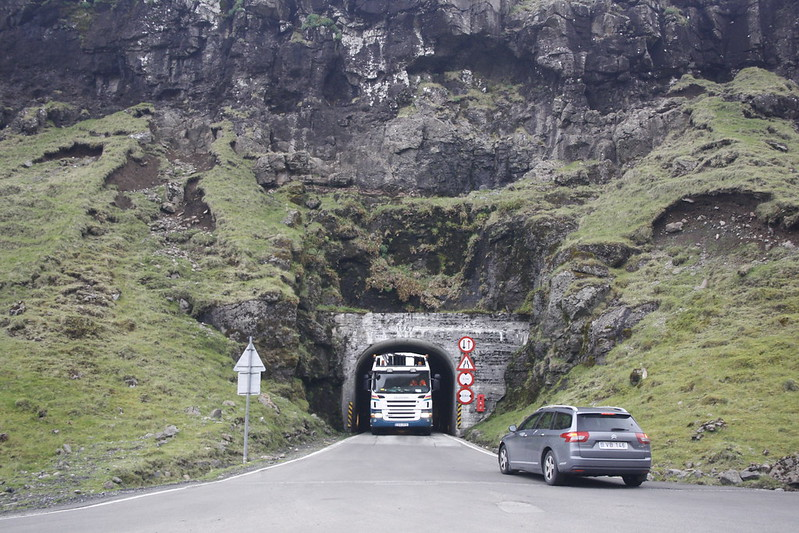
Entrée de l'Árnafjarðartunnilin à Árnafjørður.

Les tunnels et les ponts constituent une partie importante du réseau de transport des îles Féroé .

## Cartes
|  |  | Les principales infrastructures de transport des Féroé |

## Tunnels
Cette liste montre les tunnels des îles Féroé, classés par année de construction,:

| Tunnel                   | Année   | Longueur | Relie                                                     | Île                  | Commentaire |
| ------------------------ | ------- | -------- | --------------------------------------------------------- | -------------------- | --- |
| Hvalbiartunnilin         | 1963    | 1 450 m  | Hvalba et Trongisvágur                                    | Suðuroy              | À voie unique. Doit être remplacé par un tunnel moderne et élargi en 2021. |
| Árnafjarðartunnilin      | 1965    | 1 680 m  | Ánir, Klaksvík et Árnafjørður                             | Borðoy               | À voie unique. Doit être remplacé par un tunnel moderne en 2024. |
| Hvannasundstunnilin      | 1967    | 2 120 m  | Árnafjørður et Hvannasund/Norðdepil                       | Borðoy               | À voie unique. Doit être remplacé par un tunnel moderne en 2025. |
| Sandvíkartunnilin        | 1969    | 1 500 m  | Sandvík et Hvalba                                         | Suðuroy              | À voie unique. A remplacé les chemins piétons et les ferries. |
| Norðskálatunnilin        | 1976    | 2 520 m  | Norðskáli et la vallée du Millum Fjarða                   | Eysturoy             | Premier tunnel à deux voies. |
| Leynartunnilin           | 1977    | 760 m    | Leynar et la vallée du Kollafjarðardalur                  | Streymoy             | |
| Villingardalstunnilin    | 1979    | 1 193 m  | Les villages de Mikladalur et Húsar                       | Kalsoy               | |
| Ritudalstunnilin         | 1980    | 683 m    | Les villages de Mikladalur et Húsar                       | Kalsoy               | À voie unique. |
| Mikladalstunnilin        | 1980    | 1 082 m  | Les villages de Mikladalur et Húsar                       | Kalsoy               | À voie unique. |
| Trøllanestunnilin        | 1985    | 2 248 m  | Les villages de Trøllanes et Mikladalur                   | Kalsoy               | À voie unique. |
| Teymur í Djúpadal        | 1979–85 | 220 m    | Le Trøllanestunnilin et la vallée inhabitée du Djúpidalur | Kalsoy               | À voie unique. |
| Leirvíkartunnilin        | 1985    | 2 238 m  | Leirvík et Gøta                                           | Eysturoy             | |
| Kunoyartunnilin          | 1988    | 3 031 m  | Kunoy et Haraldssund                                      | Kunoy                | À voie unique. |
| Kollafjarðartunnilin     | 1992    | 2 816 m  | Kollafjørður et Kaldbaksbotnur                            | Streymoy             | |
| Sumbiartunnilin          | 1997    | 3 240 m  | Sumba et Lopra                                            | Suðuroy              | A remplacé un col de montagne, devenu aujourd'hui route touristique. |
| Vágatunnilin             | 2002    | 4 940 m  | Leynar et Fútaklett                                       | Streymoy et Vágar    | Le premier tunnel sous-marin. |
| Gásadalstunnilin         | 2006    | 1 445 m  | Gásadalur et Bøur                                         | Vágar                | À voie unique. |
| Tunnel de Norðoy         | 2006    | 6 186 m  | Klaksvík et Leirvík                                       | Eysturoy et Borðoy   | Tunnel sous-marin. |
| Hovstunnilin             | 2007    | 2 435 m  | Øravík et Hov                                             | Suðuroy              | |
| Viðareiðistunnilin       | 2016    | 1 939 m  | Viðareiði avec Hvannasund                                 | Viðoy                | |
| Tunnel d'Eysturoy        | 2020    | 11 200 m | Runavík et Strendur avec Tórshavn                         | Streymoy et Eysturoy | Sous le Sundini et le Skálafjørður. Le tunnel a raccourci le temps de voyage de Tórshavn à Runavík/Strendur de 55 à 17 kilomètres. La route qui prenait 64 minutes a été raccourcie à 17 minutes. Le tunnel a la particularité de proposer le premier rond point sous-marin du monde. |
| Nouveau Hvalbiartunnilin | 2021    | 2 500 m  | Hvalba et Trongisvágur                                    | Suðuroy              | À double voie, il remplace l'ancien Hvalbiartunnilin de 1963. |
| Tunnel de Sandoy         | 2023    | 10 800 m | Traðardalur et Gamlarætt                                  | Streymoy et Sandoy   | Le tunnel part du port de Gamlarætt et se terminera à Inni í Dal entre Skopun et Sandur. |

## Tunnels en construction
| Tunnel                    | Année                                         | Longueur | Connecte                      | Île    | Commentaire                                                          |
| ------------------------- | --------------------------------------------- | -------- | ----------------------------- | ------ | -------------------------------------------------------------------- |
| Dalstunnilin              | Débuté en 2020, ouverture prévue en 2023–2024 | 2 200 m  | Dalur avec Húsavík            | Sandoy | Le perçage a commencé en novembre 2020 et devrait prendre 4 à 5 ans. |
| Nýggjur Árfjarðartunnilin | Débuté en 2021, ouverture prévue en 2024      | 1 961 m  | Klaksvík, Ánir et Árnafjørður | Borðoy |                                                                      |
| Nýggi Hvannasundstunnilin | 2025                                          | 2 265 m  | Árnafjørður et Norðdepil      | Borðoy | Construction ayant débuté en novembre 2021,                          |

## Opérateur
L'autorité de travaux publics Landsverk exploite le réseau routier national, y compris tous les tunnels terrestres. Les quatre tunnels sous-marins ont chacun leur propre entreprise publique réunie sous la gestion quotidienne de Tunnil.fo, qui gère les péages. Ceux-ci sont payés par les conducteurs de certaines stations-service, via la reconnaissance de la plaque d'immatriculation. Des tarifs réduits sont disponibles pour les véhicules avec abonnement (en féroïen: hald ). La municipalité de Tórshavn est propriétaire du pont Sandá .
- Transport aux îles Féroé